# 霜花店 運命、その愛
『霜花店（サンファジョム）―運命、その愛―』（サンファジョム うんめい、そのあい、原題：쌍화점、英題：A Frozen Flower）は、2008年公開の韓国映画。高麗末期の宮廷を舞台に、高麗王とモンゴル人王妃、そして王の寵愛を受ける近衛部隊の隊長の三角関係を描く。
タイトルの語源は高麗時代の同名の詩歌「雙花店」である。

## キャスト
- ホンニム：チョ・インソン

高麗のイエニチェリともいえる「乾龍衛」の隊長。王の命令で王妃を抱き、たった一度の行為に飽き足りず王妃との不倫の愛に走る。
- 高麗王： チュ・ジンモ
- 王妃：ソン・ジヒョ

元の王女・魯国公主。
- スンギ： シム・ジホ（朝鮮語版）

副隊長。
- ハンベク： イム・ジュファン

隊員。
- ノダク： ソン・ジュンギ